# Duran Kalkan
Duran Kalkan (* 1954 im Landkreis Karaisalı in der Provinz Adana) ist eine der Schlüsselfiguren der Arbeiterpartei Kurdistans (PKK). Sein Deckname lautet Abbas. Kalkan ist türkischer Abstammung und insbesondere für die ideologische Ausrichtung der Organisation zuständig.

## Funktionen
Duran Kalkan ist ein Organisationsmitglied der ersten Stunde und war in unterschiedlichen Parteigremien der PKK und deren Nachfolgeorganisationen an führender Stelle tätig. Im Jahre 1986 fiel er bei dem 3. Kongress der PKK bei einer organisationsinternen Säuberungsaktion in Ungnade und wurde mit weiteren Kadern „verhaftet“. Er wurde zu einem Schuldbekenntnis gezwungen und nach einer Selbstkritik rehabilitiert und nach Europa geschickt. Im Jahre 1988 wurde er in Deutschland verhaftet und wurde in Düsseldorf 1994 zu einer mehrjährigen Haftstrafe verurteilt. Kalkan, alias Selahattin Erdem, hatte an der Liquidierung von innerparteilichen Öcalan-Opponenten mitgewirkt. 1994 kam er frei und ging zurück zur PKK. Er war Mitglied im Zentralkomitee und im sogenannten Politbüro.
Aktuell ist Kalkan Mitglied des Exekutivrats der Koma Civakên Kurdistan, der Dachorganisation der PKK, die nach den Vorstellungen der Partei die Keimzelle einer unabhängigen kurdischen Gesellschaft jenseits eines Nationalstaats bilden soll, entsprechend der Idee des „Demokratischen Konföderalismus“, einer Strömung, die ideologisch dem libertären Kommunalismus zuzurechnen ist. Ferner ist Duran Kalkan der Vorsitzende des „Komitees für Volksverteidigung“. Am 6. November 2018 gaben die USA bekannt, dass sie im Rahmen des Programms Reward-for-Justice-Programms für Informationen, die zur Verhaftung von Kalkan führen, bis zu drei Millionen US-Dollar zur Verfügung stellen.

## Bücher
Duran Kalkan verfasste folgende Schriften:
- Kürdistan'da Demokratik Siyasetin Rolü Üzerine. [„Über die Rolle demokratischer Politik in Kurdistan“] Verlag Serxwebûn 2006
- Der Sozialismus, der in der PKK lebt, ist das Leben der PKK, ISKU 2000